# Bubbaloo
Bubbaloo es una marca de goma de mascar fabricado y creado por Cadbury Adams. Se destaca por ser una goma del tipo freshen-Up, que cuenta con relleno líquido, diferentemente de las gomas del tipo ladrillos, tales como Ping Pong, Ploc, Chiclets, que dio origen al término genérico «chicle» para la goma de mascar. Bubbaloo contiene BHT, un conservante de alimentos antioxidante.

## Historia
Fue lanzado en Brasil y en demás países de América Latina (específicamente México) en 1983. Se considera como la primera goma de mascar con un centro líquido. El nombre Bubbaloo fue creado a partir del juego de palabras Bubblegum (chicle de burbuja, en inglés) con la expresión cubana "Babalu", usada en forma de saludo. 
La imagen representativa ha sido El Gato Bubba, mascota de Bubbaloo, que siempre aparece en las publicidades, también aparece en el clip "Prostye Dvizheniya", de la banda rusa t.A.T.u..

## Sabores
En el inicio fue lanzado el sabor de tutti-frutti y posteriormente fueron añadidos en la línea fija uva, fresa, menta. Posteriormente, otros sabores pasaron por la línea. Entre ellos: cereza, durazno, manzana-verde, mora azul, citrus, frutas tropicales, lima-limón, piña, naranja, frutas rojas, sandía, plátano, mix de frutas, cola.
 Los de sabores desagradables (amargo, de ajo, picante, etc.) eran usados generalmente para hacer bromas en ocasiones como Carnaval o cada 28 de diciembre (Día de los Inocentes).

## Series especiales
- Bubbaloo Tri: chicle relleno con una capa externa.
- Bubbaloo Golazo: chicle en forma de balón de fútbol, sabor tutti-frutti, con relleno sabor a frutas. Fueron vendidos de los colores verde y amarillo, durante la Copa del Mundo de 2006.
- Bubbaloo Susto: es especial para Halloween, tiene el formato de una calabaza, con relleno ácido.
- Bubbaloo Bola de Cristal: chicle en forma de una "bola de cristal", con el que se pueden responder preguntas dependiendo del color del relleno: verde para "sí" y naranja para "no".
- Bubbaloo Jokenpô: en el formato tradicional, pero con dibujos de piedra, papel o tijeras. Funcionaba en la misma forma del juego.
- Bubbaloo Tuboo Connect: en el formato de un tubo, es un chicle con dos sabores y no contiene relleno.
- Bubbaloo Aciloco: en el formato tradicional, sin embargo con relleno pintalengua.